# Лилик
Лилик (Vespertilio Linnaeus, 1758) — центральний рід (типовий рід) родини лиликових (Vespertilionidae), ссавець ряду лиликоподібних (Vespertilioniformes, seu Chiroptera).

## Опис
Довжина голови й тіла становить 55–75 мм, хвоста — 35–50 мм, передпліччя довжиною 40–60 мм, лилик двоколірний має вагу 14 грам. Забарвлення від червонувато-коричневого до чорнувато-коричневого зверху й темно-коричневе чи сіре знизу. Ці кажани можуть здатися сивуватими через білі кінчики волосся.

## Стиль життя
Населяють в основному ліси, але також трапляються в лугових і гірських районах. У холодні місяці, вони часто роблять тривалі прогулянки в більш теплі області. Первинно обирали скелясті місця з печерами або тріщинами як місця відпочинку, але через їх прихильності до штучних жител, їхній діапазон проживання, ймовірно, збільшується.
Як і більшість кажанів, є нічними. Вони вилітають увечері зі свого укриття і летять у пошуках їжі. Зазвичай літають на висотах більш як 20 метрів і полюють на комах (в основному двокрилих і молі).

## Назва
Назва лилик походить від прасл. *lelikъ, *lilikъ, *leljakъ, *liljakъ («кажан; дрімлюга; метелик»), пов'язаного з дієсловом *lelejati («хитатися», «коливатися»); це зумовлено переривчастим, нерівним характером польоту відповідних тварин.
Рід раніше був відомий від кількома різними назвами (Aristippe Kolenati, 1863, Marsipolaemus Peters, 1872, Meteorus Kolenati, 1856, Vesperugo Keyserling і Blasius, 1839, Vesperus Keyserling і Blasius, 1839), з яких у літературі стосовно України найчастіше вживали Vesperugo.
У деяких регіонах України «лиликами» називають усіх кажанів. Слово «лилик» використовується в паралельних біномінальних назвах кількох видів нічниць (Myotis): нічниці довговухої, нічниці триколірної, нічниці ставкової. Колись, у середині XX ст., до роду Vespertilio відносили також нетопирів (Pipistrellus), розглядаючи серед спільних для них ознак наявність широкої епіблеми з кристою.
Назва лилик закріплена за родом Vespertilio в українських зведеннях XIX, XX ст. і XXI ст.

## Види лиликів
Рід представлений у сучасній фауні двома видами:
- Лилик двоколірний (Vespertilio murinus, має підвиди murinus, ussuriensis) — поширений від Франції й півдня Скандинавського п-ова через Балканський п-ів, Центральну і Східну Європу, Південний Сибір і Монголію до Тихоокеанського узбережжя Китаю.
- Vespertilio sinensis (підвиди sinensis, andersoni, namiyei, noctula, orientalis) — вид Сибіру, Монголії, Японії, Корейського п-ва, східного Китаю і Тайваню.

В Україні і загалом у Європі мешкає перший із них — Vespertilio murinus, відомий як лилик двоколірний, лилик двобарвний та ін.